# Брейсуэлл, Пол
Пол Уи́льям Бре́йсуэлл (англ. Paul William Bracewell; 19 июля 1962) — английский футболист и футбольный тренер. Будучи игроком, на позиции полузащитника выступал за футбольные клубы «Сток Сити», «Сандерленд», «Эвертон», «Ньюкасл Юнайтед» и «Фулхэм». Также провёл три матча за национальную сборную Англии.
В составе «Эвертона» выиграл чемпионский титул в сезоне 1984/85, а также Кубок обладателей кубков УЕФА в том же сезоне.
После завершения карьеры игрока был главным тренером клубов «Фулхэм» и «Галифакс Таун», а затем занимал различные тренерские должности в клубах «Уолсолла», «Сандерленд» и «Тоттенхэм Хотспур».

## Клубная карьера
Брейсуэлл родился в Хезуолле (на тот момент — графство Чешир, ныне — графство Мерсисайд) и начал футбольную карьеру в юношеской команде клуба «Сток Сити». В феврале 1980 года подписал свой первый профессиональный контракт. В основном составе «гончаров» дебютировал в сезоне 1979/80. Уже в следующем сезоне стал игроком основного состава. Выступал за команду до лета 1983 года, сыграв за неё в общей сложности 141 матч и забив 6 голов.
Летом 1983 года перешёл в «Сандерленд» за 250 тысяч фунтов. В сезоне 1983/84 провёл за команду 38 матчей и забил 4 гола в рамках Первого дивизиона. По окончании сезона перешёл в «Эвертон» за 425 тысяч фунтов.
В «Эвертоне» Брейсуэлл играл в полузащите с такими игроками как Питер Рид, Кевин Шид и Тревор Шиди. В сезоне 1984/85 помог «ирискам» стать чемпионом Англии, а также выиграть Кубок обладателей кубков УЕФА. В сезоне 1986/87 «Эвертон» вновь выиграл чемпионский титул, однако Брейсуэлл пропустил весь сезон из-за травмы (перелом ноги). Также в составе «Эвертона» Брейсуэлл дважды выигрывал Суперкубок Англии и трижды выходил в финал Кубка Англии, однако «ириски» проиграли во всех трёх финалах (в сезонах 1984/85, 1985/86 и 1988/89).
В 1989 году Брейсуэлл вернулся в «Сандерленд», где провёл ещё три сезона. В сезоне 1991/92 помог команде выйти в финал Кубка Англии, но «чёрные коты» уступили в нём «Ливерпулю». Таким образом Брейсуэлл сыграл в четырёх финалах Кубка Англии, проиграв в каждом. В финале 1992 года он всё-таки получил медаль победителя Кубка Англии, когда игрокам «Сандерленда» по ошибке вручили победные медали вместо медалей финалистов, но вскоре ошибку заметили, и футболисты «Сандерленда» и «Ливерпуля» обменялись медалями. Тем не менее, формально Брейсуэлл какое-то время «подержал в руках» медаль обладателя Кубка Англии. Брейсуэллу принадлежит своеобразный «антирекорд»: никакой другой игрок, ни разу не выигравший этот трофей, не играл в финалах Кубка Англии чаще него.
В 1992 году перешёл в «Ньюкасл Юнайтед» за 250 тысяч фунтов и помог команде выиграть Первый дивизион.
В 1995 году в третий раз перешёл в «Сандерленд». В сезоне 1995/96 помог «чёрным котам» выиграть Первый дивизион и выйти в Премьер-лигу. Выступал за клуб до 1997 года. В общей сложности за три временных периода сыграл за команду 270 матчей и забил 6 голов.
С 1997 по 1999 год выступал за «Фулхэм». Провёл за «дачников» 76 матчей и забил 1 гол. В 1999 году завершил карьеру игрока, став главным тренером «Фулхэма».

## Карьера в сборной
С сентября 1982 года по ноябрь 1984 года провёл тринадцать матчей за сборную Англии до 21 года.
12 июня 1985 года дебютировал за главную сборную Англии в матче Турнира Ацтека 2000 против сборной ФРГ, выйдя на замену Брайану Робсону. Четыре дня спустя вышел в стартовом составе сборной Англии в товарищеском матче против сборной США. 13 ноября 1985 года провёл свою третью (и последнюю) игру за сборную Англии, выйдя в стартовом составе в матче отборочного турнира к чемпионату мира против сборной Северной Ирландии.

## Тренерская карьера
Ещё будучи игроком «Фулхэма», Брейсуэлл начал работать в тренерском штабе «дачников», сначала под руководством Рэя Уилкинса, а затем и Кевина Кигана. После отставки Кигана в мае 1999 года Брейсуэлл был назначен главным тренером «Фулхэма». Был уволен с этой должности 30 марта 2000 года.
В октябре 2000 года был назначен главным тренером клуба «Галифакс Таун». Пробыл в этой должности меньше года: в сентябре 2001 года подал в отставку. Смог одержать только 11 побед в 41 матче.
С февраля по апрель 2004 года работал в тренерском штабе «Уолсолла».
В 2013 году был назначен тренером по развитию в футбольной академии клуба «Сандерленд», работая с командами до 18 лет и до 21 года. В июне 2015 года был назначен тренером по работе с основным составом «Сандерленда», а вскоре после этого стал ассистентом главного тренера Сэма Эллардайса. 17 июня 2017 года покинул тренерский штаб «Сандерленда».
С 2020 года работает в тренерском штабе футбольной академии клуба «Тоттенхэм Хотспур».

## Достижения
«Эвертон»
- Чемпион Англии: 1984/85, 1986/87
- Победитель Кубка обладателей кубков УЕФА: 1984/85
- Обладатель Суперкубка Англии: 1984, 1985
- Финалист Кубка Англии: 1984/85, 1985/86, 1988/89

«Ньюкасл Юнайтед»
- Чемпион Первого дивизиона: Первый дивизион

«Сандерленд»
- Чемпион Первого дивизиона: 1995/96
- Финалист Кубка Англии: 1991/92

Сборная Англии (до 21 года)
- Победитель чемпионата Европы (до 21 года): 1984

Личные достижения
- Член «команды года» Второго дивизиона по версии PFA: 1997/98[10]

## Статистика выступлений

### Клубная статистика
| Клуб                  | Сезон                 | Лига | Лига | Кубок страны | Кубок страны | Кубок лиги | Кубок лиги | Прочие | Прочие | Итого | Итого |
| Клуб                  | Сезон                 | Игры | Голы | Игры         | Голы         | Игры       | Голы       | Игры   | Голы   | Игры  | Голы  |
| --------------------- | --------------------- | ---- | ---- | ------------ | ------------ | ---------- | ---------- | ------ | ------ | ----- | ----- |
| Сток Сити             | 1979/80               | 6    | 0    | 0            | 0            | 0          | 0          | 0      | 0      | 6     | 0     |
| Сток Сити             | 1980/81               | 40   | 2    | 2            | 1            | 2          | 0          | 0      | 0      | 44    | 3     |
| Сток Сити             | 1981/82               | 42   | 1    | 1            | 0            | 2          | 0          | 0      | 0      | 45    | 1     |
| Сток Сити             | 1982/83               | 41   | 2    | 3            | 0            | 2          | 0          | 0      | 0      | 46    | 2     |
| Сток Сити             | Итого                 | 129  | 5    | 6            | 1            | 6          | 0          | 0      | 0      | 141   | 6     |
| Сандерленд            | 1983/84               | 38   | 4    | 2            | 0            | 4          | 0          | 0      | 0      | 44    | 4     |
| Эвертон               | 1984/85               | 37   | 2    | 7            | 0            | 4          | 1          | 9      | 1      | 57    | 4     |
| Эвертон               | 1985/86               | 38   | 3    | 6            | 0            | 4          | 1          | 5      | 0      | 53    | 4     |
| Эвертон               | 1986/87               | 0    | 0    | 0            | 0            | 0          | 0          | 0      | 0      | 0     | 0     |
| Эвертон               | 1987/88               | 0    | 0    | 2            | 0            | 1          | 0          | 1      | 0      | 4     | 0     |
| Эвертон               | 1988/89               | 20   | 2    | 6            | 0            | 1          | 0          | 4      | 0      | 31    | 2     |
| Эвертон               | Итого                 | 95   | 7    | 21           | 0            | 10         | 2          | 19     | 1      | 145   | 10    |
| Сандерленд            | 1989/90               | 37   | 2    | 1            | 0            | 4          | 0          | 4      | 0      | 46    | 2     |
| Сандерленд            | 1990/91               | 37   | 0    | 1            | 0            | 3          | 0          | 2      | 0      | 43    | 0     |
| Сандерленд            | 1991/92               | 39   | 0    | 8            | 0            | 2          | 0          | 0      | 0      | 49    | 0     |
| Сандерленд            | Итого                 | 113  | 2    | 10           | 0            | 9          | 0          | 6      | 0      | 138   | 2     |
| Ньюкасл Юнайтед       | 1992/93               | 25   | 2    | 4            | 0            | 0          | 0          | 2      | 0      | 31    | 2     |
| Ньюкасл Юнайтед       | 1993/94               | 32   | 1    | 1            | 0            | 3          | 1          | 0      | 0      | 36    | 2     |
| Ньюкасл Юнайтед       | 1994/95               | 16   | 0    | 3            | 0            | 1          | 0          | 0      | 0      | 20    | 0     |
| Ньюкасл Юнайтед       | Итого                 | 73   | 3    | 8            | 0            | 4          | 1          | 2      | 0      | 87    | 4     |
| Сандерленд            | 1995/96               | 38   | 0    | 2            | 0            | 4          | 0          | 0      | 0      | 44    | 0     |
| Сандерленд            | 1996/97               | 38   | 0    | 1            | 0            | 2          | 0          | 0      | 0      | 41    | 0     |
| Сандерленд            | 1997/98               | 1    | 0    | 0            | 0            | 2          | 0          | 0      | 0      | 3     | 0     |
| Сандерленд            | Итого                 | 77   | 0    | 3            | 0            | 8          | 0          | 0      | 0      | 88    | 0     |
| Всего за «Сандерленд» | Всего за «Сандерленд» | 228  | 6    | 15           | 0            | 21         | 0          | 6      | 0      | 270   | 6     |
| Фулхэм                | 1997/98               | 36   | 0    | 3            | 0            | 0          | 0          | 2      | 0      | 41    | 0     |
| Фулхэм                | 1998/99               | 26   | 1    | 5            | 0            | 4          | 0          | 0      | 0      | 35    | 1     |
| Фулхэм                | Итого                 | 62   | 1    | 8            | 0            | 4          | 0          | 2      | 0      | 76    | 1     |
| Всего за карьеру      | Всего за карьеру      | 587  | 22   | 58           | 1            | 45         | 3          | 29     | 1      | 719   | 27    |

### Статистика выступлений за сборную
| Команда | Год   | Игры | Голы |
| ------- | ----- | ---- | ---- |
| Англия  | 1985  | 3    | 0    |
| Итого   | Итого | 3    | 0    |